# ولینگتون جونیور
ولینگتون جونیور (به پرتغالی: Wellington Cândido da Silva Júnior) مهاجم، هافبک اهل برزیل است که در شهر ریودو ژانیرو و در تاریخ ۲۰ ژوئن ۱۹۸۹ به دنیا آمده‌است.
ولینگتون جونیور در تیم‌های فوتبال Botafogo سابقهٔ حضور دارد.
این بازیکن در ۲۰ بازی ۱۷ گل‌را به سمر رسانده